# Fumaria dubia
Fumaria dubia är en vallmoväxtart som beskrevs av Herbert William Pugsley. Fumaria dubia ingår i släktet jordrökar, och familjen vallmoväxter. Inga underarter finns listade i Catalogue of Life.